# Arthroleptis nikeae
Arthroleptis nikeae Poynton, 2003 è un anfibio anuro, appartenente alla famiglia degli Artroleptidi.

## Etimologia
L'epiteto specifico è stato assegnato in onore di Nike Doggart.

## Distribuzione e habitat
È endemica della Tanzania. Si trova sui monti Rubeho a 1900 metri di altitudine.